# Loricariichthys rostratus
Loricariichthys rostratus är en fiskart som beskrevs av Roberto Esser dos Reis och Pereira 2000. Loricariichthys rostratus ingår i släktet Loricariichthys och familjen Loricariidae. Inga underarter finns listade i Catalogue of Life.